# 칼루시

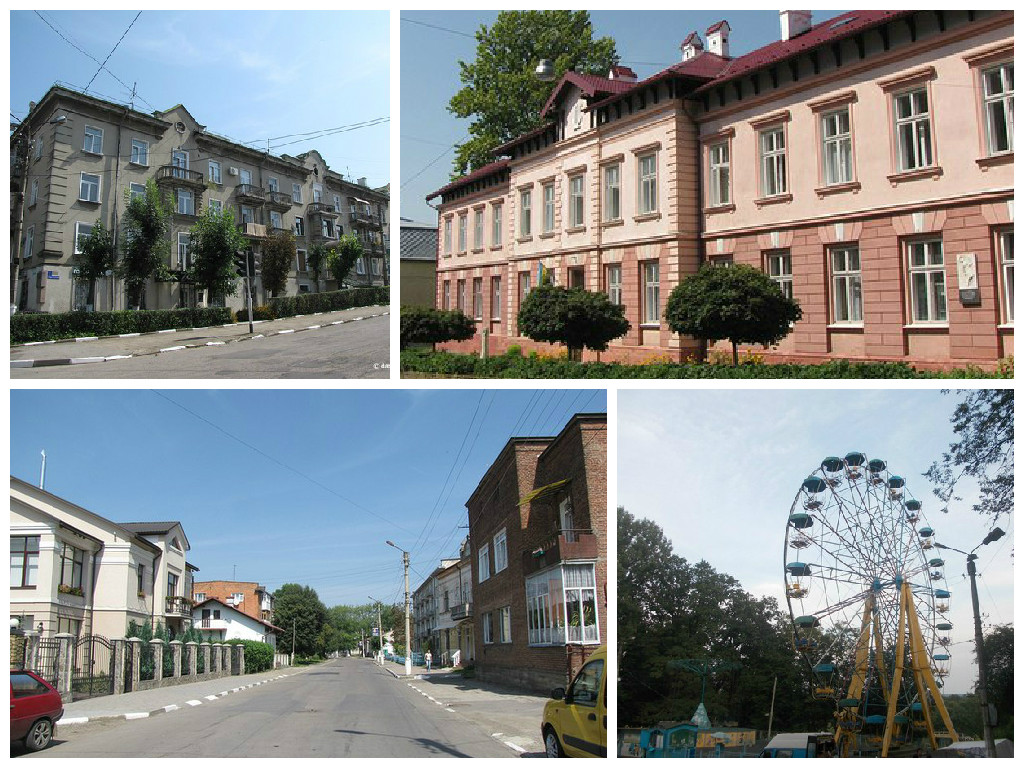
칼루시

칼루시(우크라이나어: Калуш)는 우크라이나 서부 이바노프란키우스크주에 있는 카르파티아산맥 기슭에 위치한 도시이다. 칼루시에 대한 가장 오래된 알려진 언급은 1437년 5월 27일자 연대기에서 이름의 마을에 대한 설명이다.

## 인구
| 연도                                        | 인구   | ±%    |
| ------------------------------------------- | ------ | ----- |
| 2007                                        | 67,180 | —     |
| 2008                                        | 67,150 | −0.0% |
| 2009                                        | 67,207 | +0.1% |
| 2010                                        | 67,453 | +0.4% |
| 2013                                        | 67,585 | +0.2% |
| 2016                                        | 67,519 | −0.1% |
| Note: 2010 data is valid through to October |        |       |